# Otto Schulz
Otto Schulz (ur. 11 października 1903, zm. ?) – zbrodniarz hitlerowski, członek załogi obozu koncentracyjnego Dachau i SS-Untersturmführer.
Członek SS od maja 1933, a Waffen-SS od 19 stycznia 1942 roku. Od 20 lutego 1943 do maja 1945 roku Schulz był nadzorcą więźniów obozu koncentracyjnego Dachau, którzy pracowali przymusowo w fabryce Niemieckich Zakładów Zbrojeniowych, mieszczącej się w mieście Dachau. Znęcał się nad podległymi mu więźniami, wielokrotnie ich bijąc.
Skazany w procesie załogi Dachau przez amerykański Trybunał Wojskowy na karę śmierci przez powieszenie. Wyrok zamieniono w akcie łaski na 15 lat pozbawienia wolności. Z więzienia w Landsbergu zwolniony został w grudniu 1953 roku.